# Борово (Грчка)
Борово (грч. Ποταμοί, Потами) је насељено место у општини Зрново у периферији Источна Македонија и Тракија, Грчка. Према попису из 2021. године био је 161 становник.
Према бугарском географу и историчару, Василу Канчову, у Борову је 1900. године живело  500 Словена муслимана и 250 Турака. Године 1923. словенско и турско становништво је принудно исељено у Турску а на њихово место је насељено 113 грчких избегличких породица (384 особе) и сточарске породице (аромунско или каракачанско порело). На попису из 1928. године Борово је имало 438 становника.